# Панасенко, Леонид Николаевич
Леонид Николаевич Панасенко (25 апреля 1949, Перковичи, Волынская область — 10 марта 2011, Симферополь) — советский и украинский писатель-фантаст.
Член СП СССР (1979) и Союза писателей Крыма (1991); председатель СП Крыма (с 1991).
Лауреат Государственной премии Автономной Республики Крым (1997).

## Биография
Родился в селе Перковичи (Волынская область, УССР); воспитывался в детском доме. Окончил факультет журналистики Киевского университета (1974).
Работал в редакциях газет, в издательстве «Проминь». В июне 1988 был конкурсом избран главным редактором издательства «Таврия».
Был председателем Союза писателей Крыма, сопредседателем Международной Ассоциации писателей-фантастов.
Автор идеи и участник учреждения в июне 1993 года Государственной премии Республики Крым (впоследствии — Премии Автономной Республики Крым), инициатор учреждения в Крыму ряда литературных премий: Л. Н. Толстого (Севастополь), А. П. Чехова (Ялта), Сергеева-Ценского (Алушта), «Золотая пчела» (Симферополь).
В 1993 году был назначен Председателем комитета по Государственным премиям при Совете министров Автономной Республики Крым.
Почётный академик Крымской академии наук, президент Крымской Литературной академии.
В 1999 году награждён Почётной грамотой Совета министров АРК.
Лауреат премии имени И. А. Ефремова Союза писателей России и Совета по фантастической и приключенческой литературе (2011) в номинации «За выдающийся вклад в развитие отечественной фантастической литературы» — как писатель-фантаст, организатор литературного процесса.

## Творчество
Первая фантастическая публикация состоялась в 1967 году — на украинском языке в журнале «Знання та праця» был напечатан рассказ «Контрабандист». Первый рассказ на русском языке («Поливит») был опубликован в журнале «Уральский следопыт» в 1976 году. Был руководителем первого в СССР Днепропетровского Клуба фантастов, среди участников которого был Василий Головачёв. Первая книга — «Мастерская для бессмертных» — вышла в 1978 году на украинском языке.
Творчеству Леонида Панасенко присущи мягкий лиризм, философичность, любовь к оригинальным заголовкам и афористичность письма. Он пробовал себя в социальной утопии (роман «Садовники Солнца»), философской фантастике, в жанре повести-сказки («Тайна Ржавых, или Приключения Удивлёныша»), конгломерате всех поджанров (несколько хулиганская фантастическая эпопея «Случайный Рыцарь»), но главный его жанр — это проза с элементами фантастики. К таковой относятся «Танцы по-нестинарски», «Перекати-поле», «Место для Журавля», «Статисты», «Приди, Инквизитор!» и многие другие повести и рассказы.
Особое место в творчестве Леонида Панасенко занимают художественные произведения о писателях — ушедших от нас, а также ныне живущих: «Залив Недотроги» (об Александре Грине), «Нежность всех звезд» и «Мостик через ночь» (об Антуане де Сент Экзюпери), «С Макондо связи нет?» (о Габриэле Гарсиа Маркесе), «Следы на мокром песке» (о Рэе Дугласе Брэдбери). Последний рассказ после публикации его на английском языке стал поводом для многолетней заочной дружбы писателей.
Роман-утопия «Садовники Солнца» в 1984 году был отмечен премией имени Г. И. Петровского.